# Ernest Thurtle
Ernest Thurtle (* 11. November 1884 im US-Bundesstaat New York; † 22. August 1954) war ein britischer Politiker (Labour Party). Er ist heute vor allem bekannt für seinen Anteil an der Abschaffung der Todesstrafe im britischen Militärstrafrecht.

## Leben und Tätigkeit
Thurtle arbeitete nach dem Schulbesuch als Buchhalter und Verkäufer. 1908 trat er in die Labour Party ein. Von etwa 1915 bis 1918 nahm er am Ersten Weltkrieg teil, in dem er in der Schlacht von Cambrai verwundet wurde.
Nachdem sich Thurtle in den Jahren 1918 und 1922 erfolglos um einen Sitz im Unterhaus beworben hatte, wurde er bei der britischen Parlamentswahl 1923 als Kandidat der Labour Party im Wahlkreis Shoreditch erstmals als Abgeordneter ins House of Commons, das britische Parlament, gewählt, dem er zunächst bis 1931 angehörte. Bei der Wahl von 1931 unterlag Thurtle gegen den Konservativen Charles Harold Summersby, konnte aber den Sitz bei der folgenden Wahl von 1935 zurückerobern. Er vertrat den Wahlkreis Shoreditch in der Folgezeit – 1945 wiedergewählt – ohne Unterbrechung bis zu seiner Abschaffung im Jahr 1950 im Parlament, und dann bis 1954 noch einmal vier Jahre lang den neu geschaffenen Wahlkreis Shoreditch and Finsbury. Er gehörte dem Parlament während eines Zeitraumes von einunddreißig Jahren siebenundzwanzig Jahre lang (1923 bis 1931 und 1935 bis 1954) an.
Als bedeutendste legislative Leistung Thurtles wird in der Literatur zumeist die von ihm in den 1920er Jahren ins britische Parlament eingebrachte – und nach mehreren fehlgeschlagenen Anläufen schließlich im Jahr 1930 angenommene – Gesetzesvorlage zur Abschaffung der Todesstrafe innerhalb der britischen Armee als Sanktion zur Ahndung von Vergehen wie Fahnenflucht oder Feigheit vor dem Feind angesehen. Hintergrund für seine Anstrengungen auf diesem Gebiet war die Hinrichtung von mehr als 300 britischen Soldaten während des Ersten Weltkriegs durch Erschießungspelotons wegen dieser Handlungsweisen auf Grundlage von Urteilen militärischer Standgerichte. Thurtle brachte eine entsprechende Vorlage zur Abschaffung der Todesstrafe erstmals 1924 ins House of Commons ein: 1925 machte die Labour Party sich Thurtles Entwurf zu eigen und vertrat ihn fortan als offizielle Position der gesamten Partei. Im Jahr 1930 fand Thurtles Vorlage schließlich eine Mehrheit im Parlament und wurde von diesem als Reform verabschiedet.
In den 1920er Jahren fiel Thurtle zudem durch seine Unterstützung von Bestrebungen auf, Großbritannien von einer Monarchie in eine Republik umzuwandeln.
Zusätzlich zu seiner Abgeordnetentätigkeit bekleidete Thurtle im Laufe der Jahre verschiedene Sonderämter im Parlament: 1924 amtierte er als parlamentarischer Privatsekretär des damaligen Pensionsministers und von 1930 bis 1931 als Einpeitscher der Labour-Fraktion.
Während des Zweiten Weltkriegs amtierte Thurtle neben seiner Abgeordnetentätigkeit von 1941 bis 1945 als parlamentarischer Staatssekretär im Informationsministerium.
Von den nationalsozialistischen Polizeiorganen wurde Thurtle Ende der 1930er Jahre als wichtige Zielperson eingestuft: Im Frühjahr 1940 setzte das Reichssicherheitshauptamt in Berlin ihn auf die Sonderfahndungsliste G.B., ein Verzeichnis von Personen, die im Falle einer erfolgreichen deutschen Invasion Großbritanniens durch die Sonderkommandos der SS-Einsatzgruppen mit besonderer Priorität ausfindig gemacht und verhaftet werden sollten.

## Familie
Thurtle war seit 1912 mit Dorothy Lansbury, einer Tochter des Vorsitzenden der Labour Party George Lansbury, verheiratet.

## Schriften
- Times Winged Chariot Chaterson, London 1945.